# 샌피드로 스트리트역
샌피드로 스트리트역 (San Pedro Street Station)은 로스앤젤레스 메트로의 A선역 중 하나이다.
캘리포니아주 사우스 로스앤젤레스(South Los Angeles)의 샌페드로 가(San Pedro Street) 교차로 인근 워싱턴 대로(Washington Boulevard) 중앙분리대에 섬식 승강장을 갖추었다. 역명에서 알 수 있듯, 메트로사는 보통 가장 가까운 교차로를 따라 역의 이름을 짓기 때문에, 태평양 남쪽 끝에 위치한 로스앤젤레스 지구 샌피드로에서 이름을 따온 것이 아니다.

## 역 구조
| 승강장 | A선                             | ← 그랜드/LATTC역 Grand/LATTC Station ← 다운타운 롱비치행 (종착점행) |
| 승강장 | 섬식 승강장, 왼쪽 출입문이 열림 |                                                                     |
| 승강장 | A선                             | → 워싱턴역 Washington Station → 7번가/메트로센터행 (기점행)         |

## 서비스

### 열차 운행 정보
A선 운행 시간은 매일 오전 4시부터 오전 1시 까지이다.

### 연결 가능한 대중교통
- 메트로 로컬: 51, 52, 351
- LADOT DASH: E, King East
- 몬테벨로 트랜싯(Montebello Transit): 50

## 역세권 정보
- 센트럴 하이 스쿨(Central High School)